# BIBSYS
BIBSYS je norská veřejná správní agentura, která zajišťuje výměnu, ukládání a vyhledávání dat týkajících se výzkumu, výuky a vzdělávání – historicky metadat souvisejících s knihovními zdroji. Vznikla v roce 1972.

## Historie
BIBSYS vznikl v roce 1972 jako společný projekt Knihovny Norské královské společnosti věd a literatury (Det Kongelige Norske Videnskabers Selskabs Bibliotek), Knihovny Norského technologického institutu a Výpočetního centra Norského technologického institutu. Cílem projektu bylo automatizovat interní rutinní činnosti knihovny. Od roku 1972 se BIBSYS vyvinul z dodavatele knihovního systému pro dvě knihovny v Trondheimu k vývoji a provozování národního knihovního systému pro norské vědecké a speciální knihovny. Cílová skupina se rozšířila i na zákazníky výzkumných a speciálních knihoven tím, že jim poskytuje snadný přístup ke knihovním zdrojům.

## Organizace agentury a její cíle
BIBSYS nabízí výzkumným pracovníkům, studentům a dalším osobám snadný přístup ke knihovním zdrojům prostřednictvím jednotné vyhledávací služby Oria.no a dalších knihovnických služeb. Dodává také integrované produkty pro interní provoz pro výzkumné a speciální knihovny a otevřené vzdělávací zdroje. Spolupracuje se všemi norskými univerzitami a vysokými školami, jakož i výzkumnými institucemi a Norskou národní knihovnou. Jako člen DataCite působí BIBSYS jako národní zástupce DataCite v Norsku a umožňuje tak všem norským vysokoškolským a výzkumným institucím využívat DOI na svých výzkumných datech. Všechny své produkty a služby vyvíjí ve spolupráci se svými členskými institucemi.
Kromě knihovního systému BIBSYS tvoří portfolio produktů BISBYS Ask, BIBSYS Brage, BIBSYS Galleri a BIBSYS Tyr. Veškerý provoz aplikací a databází zajišťuje BIBSYS centrálně. Společnost BIBSYS nabízí také řadu služeb, a to jak v souvislosti se svými produkty, tak i samostatné služby nezávislé na dodávaných produktech.
Agentura je zřízená a organizovaná norským ministerstvem školství a výzkumu, formálně se jedná o útvar na Norské univerzitě vědy a technologie (NTNU) v Trondheimu; správní rada je jmenována ministerstvem.